# Stanislao Monti Guarnieri
Stanislao Monti Guarnieri (Senigallia, 7 novembre 1865 – Ascoli Piceno, 29 agosto 1926) è stato un giornalista e politico italiano.

## Biografia
Terzogenito del nobile Gaetano e della contessa Filomena Luisa Matteucci Guarnieri, si laurea in giurisprudenza a Bologna e si dedica alla professione di avvocato e al giornalismo. Collabora con l'Opinione e la Gazzetta di Parma sostenendo posizioni moderate, seppure caratterizzate nel collegio di Senigallia da trasformismo verso la sinistra radicale.Nel 1895 guida assieme ad Augusto Baccelli il comitato istituito contro la legge sui proventi delle cancellerie che, introduce un cavilloso sistema di marche, copie, visti e bollette danneggiando il corso giudiziario.
Nel 1897 viene eletto per la prima volta deputato nel collegio della sua città natale. Due anni dopo entra nel consiglio comunale di Senigallia, ma si dimette di li a poco a causa dei troppi impegni a Roma, dove oltre al parlamento si interessa anche dei problemi della capitale. Continua comunque a seguire i problemi locali, dando prova di una profonda virata dal radicalismo anticlericale al moderatismo. Nella sua città osteggia l'alleanza tra socialisti, repubblicani, cattolici e liberali progressisti, una tregua amministrativa che si traduce nello sblocco di opere pubbliche; a Roma, dove viene eletto consigliere comunale, è all'opposizione della giunta progressista di Ernesto Nathan, ruolo che gli vale il soprannome "er chierichetto".
La militanza moderata gli vale il favore di Ottorino Gentiloni, presidente dell’Unione elettorale cattolica italiana, che sostiene la sua candidatura a deputato a Pesaro col sostegno dei locali quotidiani moderati. Nonostante i feroci attacchi dei socialisti, che lo definiscono "un emerito girella, un bluffista, un reclamista all’americana, un presuntuoso che si ritiene superiore a tutto e a tutti", viene eletto con quasi il 70% dei voti. Nel corso della legislatura presenta la legge per la costituzione del comune di Forte dei Marmi, si schiera contro il progetto dell'estensione del voto alle donne e si schiera contro il governo di Francesco Saverio Nitti. 
Pur non avendo mai aderito al fascismo alla sua scomparsa viene celebrato dalla camera per essersi battuto contro "le degenerazioni democratiche e socialiste".